# Kilham (Yorkshire de l'Est)
Pour les articles homonymes, voir Kilham.
Kilham est une paroisse civile et un village du Yorkshire de l'Est, en Angleterre.